# Kurosh Rayoli
Kurosh Rayoli (19 de enero de 1985) es un deportista iraní que compitió en taekwondo. Ganó una medalla de bronce en el Campeonato Mundial de Taekwondo de 2011, y dos medallas de oro en el Campeonato Asiático de Taekwondo en los años 2006 y 2008.

## Palmarés internacional
| Campeonato Mundial  | Campeonato Mundial       | Campeonato Mundial | Campeonato Mundial |
| Año                 | Lugar                    | Medalla            | Categoría          |
| ------------------- | ------------------------ | ------------------ | ------------------ |
| 2011                | Gyeongju (Corea del Sur) | Medalla de bronce  | +87 kg             |
| Campeonato Asiático |                          |                    |                    |
| Año                 | Lugar                    | Medalla            | Categoría          |
| 2006                | Bangkok (Tailandia)      | Medalla de oro     | –78 kg             |
| 2008                | Luoyang (China)          | Medalla de oro     | –84 kg             |